# Патогномонічний симптом
Патогномоні́чний симпто́м («патогномонічний» походить від дав.-гр. πάθος — «страждання, хвороба» та γνώμωνικος — «такий, що впізнається»; «симптом» — від грец. σύμπτομα — «випадок, ознака») — термін, який використовують переважно в клінічній медицині, що означає таку ознаку, яка зустрічається лише при конкретному захворюванні або стані та однозначно свідчить про їх наявність, не допускаючи інших трактувань, тобто стовідсотково підтверджує думку про наявність тільки однієї хвороби чи стану.
Але не всі патогномонічні симптоми завжди присутні у всіх випадках хвороби. Так при хворобі Лайма патогномонічний симптом — еритема по типу «бичачого ока», спостерігають лише в половині випадків захворювання.
Найчастіше патогномонічні симптоми проявляються при інфекційних хворобах.
Іноді патогномонічність буде тільки при поєднанні декількох симптомів, як, наприклад, рання тріада при правці. Поодинці складові тріади можуть бути при різних хворобах, але якщо їх виявляють одночасно разом, то таке може бути виключно при правці.

## Безумовні та умовнопатогномонічні симптоми
- Цей симптом може бути безумовним, тобто таким, що його наявність однозначно підтверджує хворобу, навіть при розмазаності інших проявів хвороби. Це, наприклад, симптом Копліка при кору.
- Іноді патогномонічність трактують тільки за наявності декількох інших проявів. Це умовна патогномонічність. Її прикладом є розеольозний висип при черевному тифі.

Патогномонічний для хвороби Лайма симптом — «бичаче око».

### Приклади безумовних патогномонічних симптомів

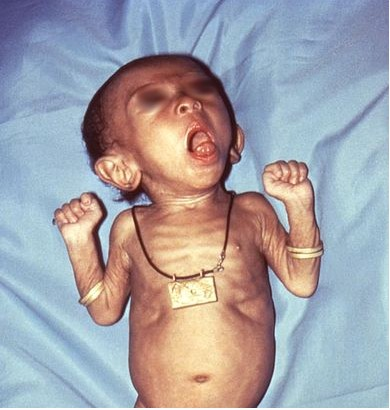
Типовий стридорозний кашель при кашлюку в дитини з гіпотрофією.

- Симптом Копліка — при кору;
- Симптом «бичачого ока» — при хворобі Лайма;
- Симптом вторинних петехій — при епідемічному висипному тифі;
- Симптом зірчастого геморагічного висипу — при  менінгококцемії — клінічній формі менінгококової інфекції;
- Тріада ранніх правцевих симптомів — відбувається в ранньому періоді генералізованого правця, складається з тризму (неможливість розтулити рота через спазм м'язів щелепи), дисфагії та «сардонічної посмішки»;
- Шпательний тест — при правцеві;
- Симптом двобічного збільшення потиличних лімфатичних вузлів — при будь-якій формі краснусі, навіть за відсутності висипу. Якщо збільшення відбувається лише на одному боці потилиці, це не є ознакою краснухи, а якоїсь іншої хвороби;
- Симптом гідрофобії — при сказі (до патогномонічних симптомів відносять також особливі патоморфологічні зміни при цій хворобі — тільця Негрі, хоча за сутністю вони не є симптомами);
- Симптоми Піка та Тауссіга — при гарячці паппатачі тільки, якщо вони є разом;
- Симптом стридорозного кашлю з репризою — при кашлюку;
- Симптом випорожнень по типу «рисового відвару» — при холері;
- Дикротія пульсу — при черевному тифі.
- Симптом Романьї — рання ознака на обличчі при хворобі Шагаса.
- Велике збільшення клітин у розмірах (цитомегалія) із включенням в ядра самих вірусів у вигляді «ока сови» на культурі клітин при діагностиці цитомегаловірусної інфекції.
- Наявність симптому Труссо та симптомів Хвостека при гіпокальцемії.
- Шум тертя перикарду — при перикардиті.
- Особливий тремор рук, який проходить після стискання предмета у руці — при хворобі Паркінсона.
- Тофуси при подагрі.
- Палички Ауера — при гострому мієлоїдному лейкозі.
- Двостороння між'ядерна офтальмоплегія — при розсіяному склерозі.
- Вузлики Ашофа — при ревматичній гарячці
- Симптом Нікольського при пухирчатці.
- Набряк повік у поєднанні з кон'юнктивітом — при трихінельозі.

## Умовно-патогномонічні симптоми
- Розеоли — при черевному тифі;
- Симптом Кіарі — при епідемічному висипному тифі;
- Симптом рукавичок і шкарпеток — при псевдотуберкульозі;
- Зміна випорожнень по типу «малинове желе» — при амебіазі.
- Кишкова кровотеча — при черевному тифі;
- Прободіння кишкової виразки — при черевному тифі.

## Про позитивні та негативні патогномонічні симптоми
Іноді вважають за необхідність виділити:
- позитивний патогномонічний симптом — той, що свідчить на користь хвороби, як, зокрема, симптом Копліка, що однозначно характерний тільки для кору;
- негативний патогномонічний симптом — той, наявність якого відкидає можливість у пацієнта певної хвороби, як, зокрема, рясний точковий плямистий висип на тілі відкидає можливість кору у хворого.